# Immateriell tillgång

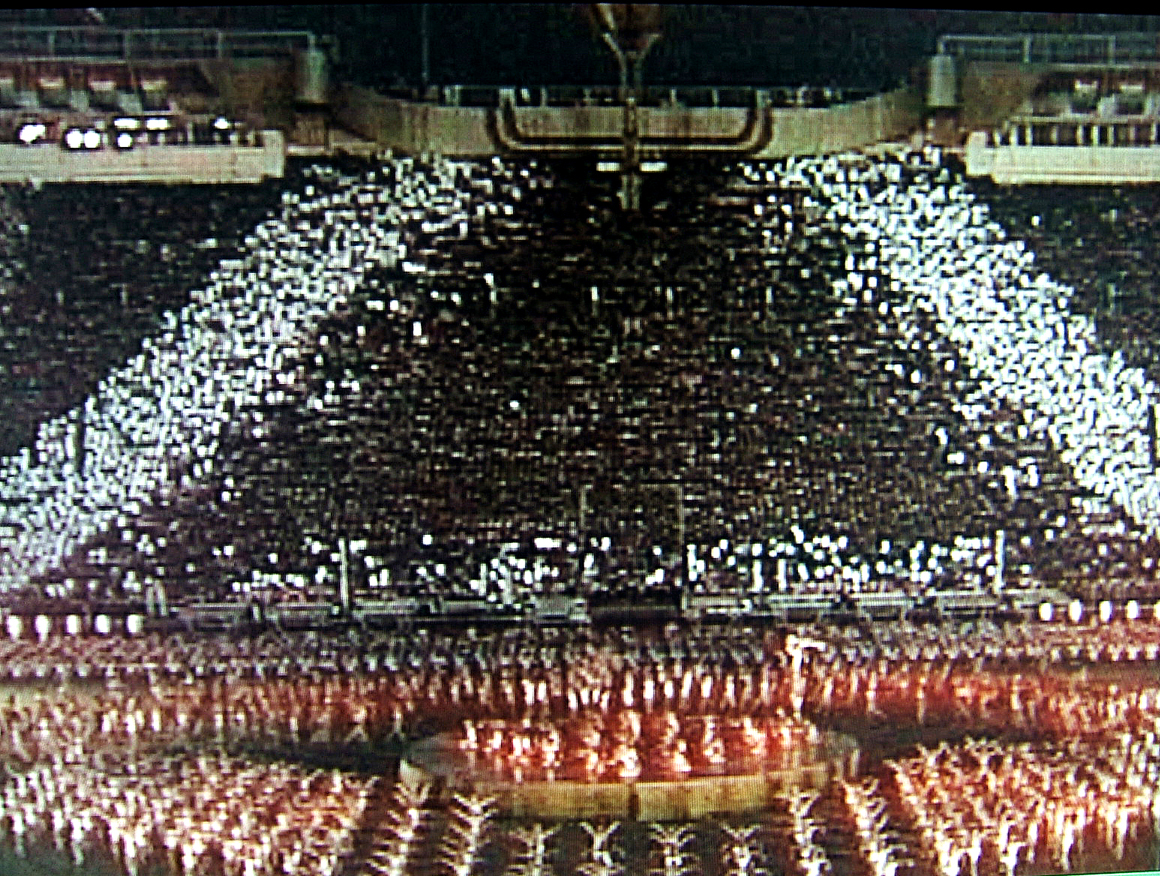
Goodwill är en immateriell tillgång. 1986 års Goodwill Games (bilden) var tänkt att återge idrotten dess status som en förenande kraft mellan folk och nationer.

Immateriella rättigheter avser inom ekonomin förmögenhetsrättsliga tillgångar som inte är fysiska saker. Det kan istället gälla patent, licensrättigheter, goodwill och varumärken.
Idag består företags värde till stor del av immateriella tillgångar.

## Definition
Vissa immateriella förmögenhetsrättigheter kan innehålla information som bärs av någon fysisk sak, till exempel ett dokument eller en CD-skiva. En förmögenhetsrätt är antingen materiell eller immateriell, beroende på vilken som har störst förmögenhetsvärde.
En immateriell eller intellektuell förmögenhetsrätt är ett rättsligt anspråk på att ensam få förfoga över ett intellektuellt verk, kallat immateriella rättigheter. Immaterialrätten ger en tidsbegränsad ensamrätt till en ursprunglig upphovsman till ett bestämt intellektuellt verk av ideell art och har därför inte alltid ett förmögenhetvärde eller penningvärde. Det intellektuella verket är den idé eller form till vilken en fysisk materia har bearbetats.

## Upphovsrätt och patenträtt
Det är en stor skillnad mellan upphovsrätt (eng. copyright, fr. droit d'auteur, ry. aвторское право, ty. Urheberrecht) till konst och litteratur, jämfört med patenträtt (eng. patent law, fr. droit des brevets, ry. патентное право, ty. Patentrecht) till tekniska uppfinningar. För att en patenthavare skall få en tidsbegränsad ensamrätt, måste han offentliggöra (litteræ patentis) sin tekniska uppfinning. Till skillnad från den materiella rätten till fysiska saker och ting, förutsätter den immateriella rätten till ett intellektuellt verk andra människors medverkan. Förmögenhetsvärdet uppstår genom ett samspel mellan människor, i form av utbud och efterfrågan.

## Källhänvisningar
1. ↑   tillgång i Nationalencyklopedins nätupplaga. Läst 14 mars 2015.
2. ↑  ”Safeguarding Intangible Assets | ScienceDirect” (på engelska). www.sciencedirect.com. https://www.sciencedirect.com/book/9780128005163/safeguarding-intangible-assets. Läst 19 mars 2022.